# Кандалакшский алюминиевый завод
Кандалакшский алюминиевый завод (КАЗ) — металлургическое предприятие в городе Кандалакша (Мурманская область, Россия), принадлежащий группе «РУСАЛ».
Единственный в мире алюминиевый завод за Полярным кругом. КАЗ находится в 250 км от незамерзающего морского порта Мурманска, также морской порт имеется и в самой Кандалакше. Электроэнергию заводу дают Нивские ГЭС. Выпускает продукцию для нужд электротехнической промышленности, объём 76 тысяч тонн алюминия в год.

## История
Строительство завода было начато в 1939—1941 годах.
28 июня 1941 года был издан приказ НКВД СССР «О прекращении работ по строительству НКВД в связи с началом войны».
Строительство было возобновлено в 1945 году.
Предприятие работает с 1951 года, первый металл был дан 28 января.
В 2014 году завод прошёл модернизацию, на 2017 год была запланирована новая с целью расширения ассортимента выпускаемой продукции.
Является одним из важнейших предприятий и крупнейших работодателей Кандалакши.
На КАЗ работают 915 человек, директор — А. А. Терентьев.

## Технология
С 1956 года выплавка алюминия на заводе производится из привозного глинозёма. До 1992 года он доставлялся в первую очередь из Пикалёво, затем примерно половина стала импортироваться из Испании, постепенно используемый в производстве глинозём стал полностью импортным. Технологические процессы включают электролиз, плавку и прокат. Технология электролиза — самообжигающиеся аноды с боковым токоподводом на силу тока 85 кА, и является уникальной после закрытия заводов с подобной технологией в мире и России. Алюминий сплавных групп производится в чушках, цилиндрических слитках и катанке. Выпуск катанки составляет более 90 % от всей выпускаемой продукции, большая часть которой идёт на экспорт.